# 亞斯諾戈爾斯克區

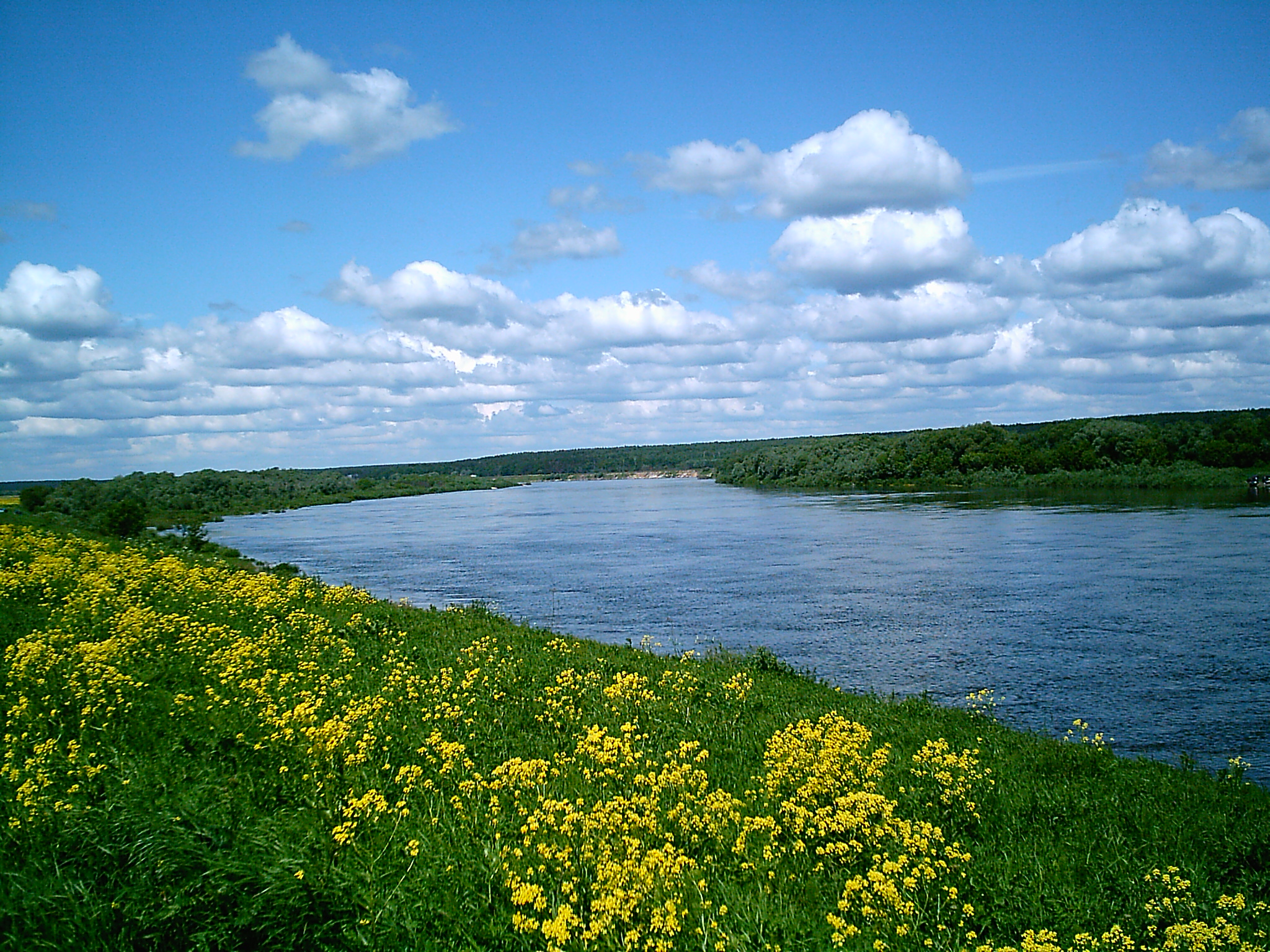

54°28′46″N 37°41′36″E / 54.47944°N 37.69333°E
亞斯諾戈爾斯克區（俄语：Ясногорский район），是俄羅斯的一個區，位於該國西部，由圖拉州負責管轄，面積1,299.7平方公里，2010年該區人口31,152，人口密度每平方公里23.97人。